# Zenón Noriega Agüero
Zenón Noriega Agüero (Jesús, Cajamarca,  12 de julho de 1900 — Lima, 7 de maio de 1957 ) foi um político e Presidente do Peru de 1 de Junho de 1950 a 28 de Julho de 1950.

## Biografia
Noriega nasceu em Cajamarca em 1900, filho de Wenceslao Noriega e María del Carmen Agüero. Ele serviu como deputado de Manuel A. Odría desde que Odría assumiu o poder em um golpe militar em 1948. Em 1 de junho de 1950, Odría deixou formalmente o cargo de presidente para buscar sua candidatura em uma eleição presidencial em que seria o único candidato. Noriega tornou-se presidente da Junta até 28 de julho, quando Odría reassumiu o poder. Os historiadores políticos admitem que Noriega não governou por conta própria, mas seguiu as ordens de Odría. Ele foi imediatamente nomeado primeiro-ministro por Odría, e ocupou esse cargo até agosto de 1954.
Já consagrado como presidente constitucional Odría após uma eleição questionável, Noriega continuou a servir como Ministro da Guerra e Presidente do Conselho de Ministros. Foi promovido a major-general em 1953. Pouco depois de ser acusado de organizar um complô para depor Odría, foi exilado a bordo de um dos navios da Marinha (agosto de 1954). Dizia-se que a conspiração envolvia gente importante, sendo um sintoma do grau de decomposição do regime Odriista.
Noriega foi para a Argentina, onde foi recebido pelo presidente Juan Domingo Perón. Dois anos depois, ele voltou ao Peru e retirou-se para a vida privada. Ele morreu em 1957.
A tumba de Zenón Noriega repousa no cemitério El Ángel.

## Ministros de Estado (Governo de Odría)
- Brigadeiro-general Zenón Noriega Agüero - Ministro da Guerra.
- Contra-almirante Roque A. Saldías - Ministro da Marinha.
- Alejandro Esparza Zañartu - Ministro do Governo (Ministro do Interior).
- Brigadeiro-general Armando Artola - Ministro do Trabalho e Assuntos Indígenas.
- General FAP José L. Villanueva - Ministro da Aeronáutica.
- Contra-almirante Ernesto Rodríguez Ventocilla - Ministro das Relações Exteriores.
- Contra-almirante Federico Díaz Dulanto - Ministro das Relações Exteriores.
- Coronel Juan Mendoza Rodríguez - Ministro da Educação Pública.
- Coronel Alberto León Díaz - Ministro da Agricultura.
- Tenente Coronel Augusto Villacorta - Ministro da Fazenda e Comércio.
- Coronel Alberto López - Ministro da Saúde Pública e Assistência Social.
- Tenente Coronel José del Carmen Cabrejo Mejía - Ministro do Desenvolvimento e Obras Públicas.
- Tenente Coronel Augusto Romero Lovo - Ministro da Justiça e do Culto.